# ناحية قورقنيا
ناحية  قورقنيا إحدى نواحي سوريا تتبع إداريّاً لمحافظة إدلب منطقة حارم ومركزها بلدة قورقينا، بلغ تعداد سكان الناحية 12,552 نسمة حسب التعداد السكاني لعام 2004.

## بلدات وقرى مركز  قورقينا
بنابل، باريشا، بوزغار، حتان، كفر عروق، معراة الشلف، قلب لوزة، قورقانيا، ربعيتا، رضوة، راس الحصن، سردين، طورلاها.